# Melissa Jefferson-Wooden
Melissa Jefferson-Wooden (ur. 21 lutego 2001) – amerykańska lekkoatletka specjalizująca się w biegach sprinterskich.
W 2022 startowała na mistrzostwach świata w Eugene, podczas których zdobyła złoty medal w sztafecie 4 × 100 metrów, a indywidualnie zajęła 8. miejsce w finale biegu na 100 metrów.
Złota medalistka światowego czempionatu w Budapeszcie za bieg w eliminacjach biegu rozstawnego 4 × 100 metrów (2023).
W 2024 podczas igrzysk olimpijskich w Paryżu zdobyła złoty medal w sztafecie 4 × 100 metrów oraz brązowy w biegu na 100 metrów.
Złota medalistka mistrzostw USA. Stawała na najwyższym stopniu podium mistrzostw NCAA.

## Osiągnięcia
| Rok  | Impreza                | Miejsce   | Konkurencja             | Lokata     | Wynik         |
| ---- | ---------------------- | --------- | ----------------------- | ---------- | ------------- |
| 2022 | Mistrzostwa świata     | Eugene    | bieg na 100 metrów      | 8. miejsce | 11,03         |
| 2022 | Mistrzostwa świata     | Eugene    | sztafeta 4 × 100 metrów | 1. miejsce | 41,14         |
| 2023 | Mistrzostwa świata     | Budapeszt | sztafeta 4 × 100 metrów | 1. miejsce | 41,03 (elim.) |
| 2024 | World Athletics Relays | Nassau    | sztafeta 4 × 100 m      | 1. miejsce | 41,85         |
| 2024 | Igrzyska olimpijskie   | Paryż     | bieg na 100 metrów      | 3. miejsce | 10,92         |
| 2024 | Igrzyska olimpijskie   | Paryż     | sztafeta 4 × 100 m      | 1. miejsce | 41,78         |

## Rekordy życiowe
- bieg na 60 metrów (hala) – 7,09 (2022)
- bieg na 100 metrów – 10,65 (2025) 5. wynik w historii światowej lekkoatletyki
- bieg na 200 metrów – 21,84 (2025)